# Liste des maires de Limeil-Brévannes

## Liste des maires
| Période   | Période                   | Identité                             | Étiquette           | Qualité |
| --------- | ------------------------- | ------------------------------------ | ------------------- | --- |
| 1800      | 1807                      | Louis Charlemagne Gouffé-Breauregard |                     | |
| 1807      | 1816                      | Pierre Marie Muguet de Varanges      |                     | |
| 1816      | 1822                      | Charles Codant                       |                     | |
| 1822      | 1848                      | Jacques Théophile Marie              |                     | |
| 1848      | 1852                      | Antoine Isidore Guenot               |                     | |
| 1852      | 1860                      | André Garnier                        |                     | |
| 1860      | 1888                      | Léon Rivière                         |                     | |
| 1888      | 1891                      | Léandre François Marie Cauville      |                     | |
| 1891      | 1894                      | Alexandre Bergery                    |                     | |
| 1894      | 1898                      | Jacques Théophile Bourrier           |                     | |
| 1898      | 1911                      | Armand Alfred Lemoine                |                     | |
| 1911      | 1919                      | Marie Joseph Baptiste Bonnet         |                     | |
| 1919      | 1925                      | Pierre Marie Jouvenet                |                     | |
| 1925      | 1935                      | Louis Auguste Sallé                  |                     | |
| 1935      | 1939                      | Marius Dantz (1897-1963)             | PCF                 | Artisan maroquinier |
| 1939      | 1944                      | François Decoux                      |                     | |
| 1944      | mai 1953                  | Marius Dantz (1897-1963)             | PCF                 | Artisan maroquinier Réélu en 1945 et 1947 |
| mai 1953  | mars 1965                 | Maurice Pierre Mobillon              | PCF                 | |
| mars 1965 | mars 1971                 | Marcel Roger Biron                   | DVD                 | |
| mars 1971 | février 1984              | Guy Berjal (1934-1986)               | PCF                 | Médecin, chercheur à l'INSERM Réélu en 1977 et 1983 |
| mars 1984 | juin 1995                 | Gérard Bessière                      | RPR                 | Conseiller général de Boissy-Saint-Léger (1985 → 1994) Élu à la suite d'une élection municipale partielle Réélu en 1989 et 1992                          |
| juin 1995 | mars 2014                 | Joseph Rossignol                     | PS puis PG puis DVG | Cadre SNCF Député du Val-de-Marne (3e circ.) (2000 → 2002) Conseiller général de Boissy-Saint-Léger (2008 → 2015) Réélu en 2001 et 2008                  |
| mars 2014 | En cours (au 29 mai 2020) | Françoise Lecoufle                   | UMP → LR            | Chef d'entreprise Conseillère départementale de Villeneuve-St-Georges (2015 → ) Vice-présidente de l'EPT GPSEA (2016 → ) Réélue pour le mandat 2020-2026 |

Source pour les dates de 1800 à 1984

## Conseil municipal actuel
Les 35 sièges composant le conseil municipal ont été pourvus le 15 mars 2020 lors du premier tour de scrutin. Actuellement, il est réparti comme suit : 

## Résultats des élections municipales

### Élection municipale de 2020
À cause de la pandémie de Covid-19, les conseils municipaux d'installation (dans les communes pourvues au premier tour) n'ont pu avoir lieu dans les délais habituels. Un décret publié au JORF du 15 mai 2020 en a ainsi fixé la tenue entre les 23 et 28 mai. À Limeil-Brévannes, il a eu lieu le 28 mai 2020.
|                                                    |                          |                          |              |              |        |        |  |  |  |
| Tête de liste                                      | Tête de liste            | Liste                    | Premier tour | Premier tour | Sièges | Sièges |  |  |  |
| Tête de liste                                      | Tête de liste            | Liste                    | Voix         | %            | CM     | CMGP   |  |  |  |
|                                                    | Françoise Lecoufle *     | LR-UDI-SL                | 3 178        | 65,49        | 31     | 1      |  |  |  |
| Limeil-Brévannes avance avec vous                  |                          |                          | 3 178        | 65,49        | 31     | 1      |  |  |  |
|                                                    | Raymond Cathala          | PS-EÉLV-PRG-MRC-GE-PP-ND | 681          | 14,03        | 2      | 0      |  |  |  |
| Mieux vivre sa ville                               |                          |                          | 681          | 14,03        | 2      | 0      |  |  |  |
|                                                    | Delphine Borgna          | DVG-PCF-LFI-PG           | 477          | 9,83         | 1      | 0      |  |  |  |
| Limeil-Brévannes ensemble avec Delphine Borgna     |                          |                          | 477          | 9,83         | 1      | 0      |  |  |  |
|                                                    | Stéphane Kozjan          | SE                       | 427          | 8,80         | 1      | 0      |  |  |  |
| Brévannais avant tout                              |                          |                          | 427          | 8,80         | 1      | 0      |  |  |  |
|                                                    | Gilles Périn             | UPR                      | 89           | 1,83         | 0      | 0      |  |  |  |
| L'union des Brévannais pour rétablir la démocratie |                          |                          | 89           | 1,83         | 0      | 0      |  |  |  |
|                                                    |                          |                          |              |              |        |        |  |  |  |
| Votes valides                                      | Votes valides            | Votes valides            | 4 852        | 96,33        |        |        |  |  |  |
| Votes blancs                                       | Votes blancs             | Votes blancs             | 64           | 1,27         |        |        |  |  |  |
| Votes nuls                                         | Votes nuls               | Votes nuls               | 121          | 2,40         |        |        |  |  |  |
| Total                                              | Total                    | Total                    | 5 037        | 100          | 35     | 1      |  |  |  |
| Abstention                                         | Abstention               | Abstention               | 8 117        | 61,71        |        |        |  |  |  |
| Inscrits / participation                           | Inscrits / participation | Inscrits / participation | 13 154       | 38,29        |        |        |  |  |  |
| * Liste de la maire sortante                       |                          |                          |              |              |        |        |  |  |  |

### Élection municipale de 2014
|                                                           | Françoise Lecoufle    | UMP-UDI-MoDem-DLR   | 3 277  | 50,97  | 28 | 8 |  |  |
| Limeil-Brévannes autrement                                |                       |                     | 3 277  | 50,97  | 28 | 8 |  |  |
|                                                           | Raymond Cathala       | PS-EELV-PRG-MRC-MUP | 1 593  | 24,77  | 4  | 1 |  |  |
| L'essentiel c'est vous !                                  |                       |                     | 1 593  | 24,77  | 4  | 1 |  |  |
|                                                           | Jean-Jacques Lejemble | FN                  | 849    | 13,20  | 2  |   |  |  |
| Rassemblement Front national pour Limeil-Brévannes        |                       |                     | 849    | 13,20  | 2  |   |  |  |
|                                                           | Jocelyne Pigrée       | FG                  | 592    | 9,20   | 1  |   |  |  |
| Une liste combative pour une ville solidaire et innovante |                       |                     | 592    | 9,20   | 1  |   |  |  |
|                                                           | Fabrice Peyrega       | LO                  | 118    | 1,83   | 0  |   |  |  |
| Lutte ouvrière - Faire entendre le camp des travailleurs  |                       |                     | 118    | 1,83   | 0  |   |  |  |
|                                                           |                       |                     |        |        |    |   |  |  |
| Inscrits                                                  | Inscrits              | Inscrits            | 11 386 | 100,00 |    |   |  |  |
| Abstentions                                               | Abstentions           | Abstentions         | 4 752  | 41,74  |    |   |  |  |
| Votants                                                   | Votants               | Votants             | 6 634  | 58,26  |    |   |  |  |
| Blancs et nuls                                            | Blancs et nuls        | Blancs et nuls      | 205    | 3,09   |    |   |  |  |
| Exprimés                                                  | Exprimés              | Exprimés            | 6 429  | 96,91  |    |   |  |  |

### Élection municipale partielle de 1992
| Tête de liste             | Tête de liste       | Liste       | Premier tour | Premier tour | Second tour | Second tour | Sièges | Sièges |
| Tête de liste             | Tête de liste       | Liste       | Voix         | %            | Voix        | %           | CM     |        |
| ------------------------- | ------------------- | ----------- | ------------ | ------------ | ----------- | ----------- | ------ | ------ |
|                           | Gérard Bessière *   | RPR-UDF     | -            | -            | 1 992       | 36,32       | 23     |        |
|                           |                     |             | -            | -            | 1 992       | 36,32       | 23     |        |
|                           | Joseph Rossignol    | PS          | 942          | 18,19        | 1 673       | 30,50       | 5      |        |
|                           |                     |             | 942          | 18,19        | 1 673       | 30,50       | 5      |        |
|                           | Serge Granatiéri    | PCF         | 722          | 13,94        | 1 673       | 30,50       | 5      |        |
| Limeil-Brévannes à gauche |                     |             | 722          | 13,94        | 1 673       | 30,50       | 5      |        |
|                           | Jean-Louis Marquèze | DVD         | -            | -            | 1 510       | 27,53       | 4      |        |
|                           |                     |             | -            | -            | 1 510       | 27,53       | 4      |        |
|                           | Jean-Claude Loine   | FN          | -            | -            | 309         | 5,63        | 1      |        |
|                           |                     |             | -            | -            | 309         | 5,63        | 1      |        |
|                           |                     |             |              |              |             |             |        |        |
| Inscrits                  | Inscrits            | Inscrits    | 8 118        | 100,00       | 8 118       | 100,00      |        |        |
| Abstentions               | Abstentions         | Abstentions | -            | -            | 2 550       | 31,41       |        |        |
| Votants                   | Votants             | Votants     | -            | -            | 5 568       | 68,59       |        |        |
| Nuls                      | Nuls                | Nuls        | -            | -            | 84          | 1,03        |        |        |
| Exprimés                  | Exprimés            | Exprimés    | 5 179        | 63,79        | 5 484       | 67,55       |        |        |
| * Liste du maire sortant  |                     |             |              |              |             |             |        |        |

### Élection municipale partielle de 1984
|                          | Gérard Bessière | RPR         | 3 142 | 53,28  | 26 |  |  |  |
|                          |                 |             | 3 142 | 53,28  | 26 |  |  |  |
|                          | Guy Berjal *    | PCF-PS (UG) | 2 755 | 46,71  | 7  |  |  |  |
|                          |                 |             | 2 755 | 46,71  | 7  |  |  |  |
|                          |                 |             |       |        |    |  |  |  |
| Inscrits                 | Inscrits        | Inscrits    | 8 012 | 100,00 |    |  |  |  |
| Abstentions              | Abstentions     | Abstentions | 1 919 | 23,95  |    |  |  |  |
| Votants                  | Votants         | Votants     | 6 093 | 76,05  |    |  |  |  |
| Nuls                     | Nuls            | Nuls        | 196   | 2,44   |    |  |  |  |
| Exprimés                 | Exprimés        | Exprimés    | 5 897 | 73,60  |    |  |  |  |
| * Liste du maire sortant |                 |             |       |        |    |  |  |  |

## Pour approfondir